# Makrobiotička ishrana
Makrobiotička ishrana je ishrana koja podrazumeva konzumiranje pre svega različitih vrsta integralnih žitarica i mahunarki, a zatim i povrća, koštunjavih plodova i voća i kao i specifičan način jedenja koji se sastoji u izbegavanju prejedanja, kao i o temeljnom žvakanju hrane pre gutanja. Makrobiotika insistira na što je moguće više prirodnim namirnicama koje nisu pretrpele veće procese prerade. Što se hrane životinjskog porekla tiče, u makrobiotici se insistira na izbegavanju mesa, a favorizuje se konzumiranje ribe.
Makrobiotička ishrana je je samo jedan aspekt mnogo šireg pojma nazvanog makrobiotika, koji pored posebnog režima ishrane podrazumeva filozofiju, način i stil života, odnosno shvatanje sveta i događaja u njemu kao večite interakcije dve suprotne sile, nazvane jin i jang.

## Poreklo
Termin „makrobiotika“ vodi poreklo od grčkih reči macro (veliki) i biotokos (život). U antičko vreme ovaj termin je označavao način življenja koji vodi ka dužem i zdravijem životu. Makrobiotika se prvi put u istoriji pominje u spisima Hipokrata, gde tzv. „otac medicine“ makrobiotičarima naziva zdrave i dugovečne osobe. Herodot, Aristotel, Galen i drugi antički grčki pisci koriste reč „makrobiotika“ da bi opisali način života koji preko ishrane vodi ka zdravlju i dugovečnosti.
Filozofiju moderne makrobiotike stvorio je Japanac Žorž Osava (1893—1966) koji je svoju svoju filozofiju zdravog života bazirao na tradicionalnoj orijentalnoj i japanskoj medicini. Krajem pedesetih godina, Osava je iz Japana doneo svoje učenje u SAD odakle su nastavili da ga šire njegovi učenici. Jedan od njih, Mičio Kuši, i njegova supruga, Avelina Kuši, unapredili su i usavršili Osavino učenje. Danas se njihov edukativni centar „Institut Kuši“ (Kushi Institute) smatra najvećim autoritetom u obrazovanju makrobiotičkih savetnika i instruktora makrobiotičkog kuvanja.

### Makrobiotika u Srbiji
Od 2007. godine makrobiotika je u Srbiji zakonom priznata kao metoda tradicionalne medicine koju mogu sprovoditi zdravstveni radnici sa odgovarajućom edukacijom iz makrobiotike. Ona se primenjuje na osnovu Zakona o zdravstvenoj zaštiti (Službeni glasnik RS", br.107/05) i pod uslovima predviđenim Pravilnikom o bližim uslovima, načinu i postupku obavljanja metoda i postupaka tradicionalne medicine(Službeni glasnik RS", br.119/07). Makrobiotički pokret u Srbiji deluje kroz nekoliko udruženja makrobiotičara.

## Osnovni principi makrobiotičke ishrane

### Jin i jang
Temelji makrobiotike zasnovani su na principima sadejstva dve suprotne energije koje makrobiotičari nazivaju jin i jang, pri čemu se vodi računa da ove energije budu usklađene u životu i samoj ishrani, tako da nijedna ne prevagne, a sve u cilju postizanja idealne ravnoteže istih. Jin energija označava širenje, a jang energija skupljanje. Ove dve energije, iako suprotstavljene jedna drugoj, međusobno su uvek povezane i dopunjuju se. Važno je postići njihovu ravnotežu u organizmu. Višak ili manjak jedne ili obe od ovih energija u organizmu izaziva određene poremećaje.
Prema makrobiotičkom učenju, svaka pojava u prirodi, kao i sama hrana, karakteriše se većim ili manjim prisustvom jina ili janga u sebi. Tako se, na primer, toplota i leto posmatraju kao jang, pa se radi energetskog balansa u ovo godišnje doba, kao i u toplijim krajevima, preporučuje više jin hrana poput svežeg i barenog povrća sa manje soli, sezonsko voće i više tečnosti. S druge strane, hladnoća i zima se posmatraju kao jin, pa se u ovo doba i u hladnijim krajevima preporučuje hrana koja je više jang i koja samim tim zagreva telo: pečena, pržena, duže kuvana (u ekspres loncu naročito) i više slana hrana, kao i više ribe i mahunarki.
Pored kuvanja u skladu sa godišnjim dobom, u makrobiotičkoj ishrani obraća se pažnja i na druge faktore, poput telesne konstitucije ili pola (žene su više jin, a muškarci više jang). U zavisnosti od toga da li je osoba zdrava ili ima neko oboljenje ili smetnju, primenjuje se gurmanska makrobiotika (više ulja i začina) ili lekovita makrobiotika (strog odnos povrća, žitarica i mahunarki sa specijalnim režimom začinjavanja jela koji propisuje ovlašćeni makrobiotički savetnik).

## Namirnice u makrobiotičkoj ishrani

### Žitarice, voće i povrće
Zbog svojeg centralnog položaja na skali jin i jang hrane, žitarice se smatraju idealnom hranom u kojoj su ove dve energije u savršenom balansu. Integralne žitarice i pseudo-žitarice poput pirinča, ječma, prosa, raži, kukuruza, heljde, kinoe i drugog (prvenstveno kuvane i u zrnu, a povremeno u vidu brašna), prema makrobiotici treba da čine oko 50% ishrane. Treba izbegavati proizvode od poliranih žitarica (na bazi belog brašna). Oko 20—30% ishrane treba da čini sezonsko lokalno povrće, koje je se u zavisnosti od koje se kuva, kratko bari na pari ili jede sveže. Oko 10—15% naše ishrane treba da čine mahunarke (pasulj, sočivo, leblebije, soja) i njihovi proizvodi (tofu, tempeh). Oko 5% ishrane treba da čine supe sa miso pastom ili tamarijem.
Voće se jede sušeno ili sveže, uvek lokalno i kada mu je sezona, pri čemu se u predelu kontinentalne klime kakvu imamo u većem delu Evrope, izbegava tropsko voće (ekstremno jin) koje, prema makrobiotici, naročito zimi, može preterano da rashladi organizam i da dovede do prehlade, nasuprot uobičajenom verovanju da je upravo dobro jesti tropsko voće zbog navodne velike količine vitamina C koji nose u sebi.

### Riba i meso
Riba i morski plodovi jedu se 1-3 puta nedeljno u zavisnosti od konstitucije, pola i drugih faktora (sedeći ili sportski način života), kako bi se organizmu obezbedila dovoljna količina vitamina B12, za koji se sa sigurnošću može tvrditi da se nalazi samo u namirnicama životinjskog porekla.
Meso, kao ekstremno jang namirnica, izbegava se u makrobiotičkom režimu ishrane ljudi koji žive u predelu umerene kontinentalne klime i sedelačkim načinom života. Prema makrobiotičkoj filozofiji, veće količine mesa intoksiciraju organizam i povećava se rizik za razna hronična degenerativna oboljenja, naročito kardiovaskularna i maligna. Umesto iz mesa, u makrobiotičkoj ishrani proteini i sve esencijalne aminokiseline u organizam se unose raznovrsnom kombinacijom ribe, različitih mahunarki, sojinih proizvoda i povrća.

### Mleko i mlečni proizvodi
U makrobiotici se izbegavaju mlečni proizvodi. Makrobiotičari smatraju da nakon dojenja majčinim mlekom u prvim godinama života (koje treba da bude što je moguće duže), ne treba nastaviti sa uvođenjem kravljeg mleka u ishranu jer ono u kasnijem dobu, prema makrobiotičkom učenju, izaziva mnoge zdravstvene tegobe, poput viška sluzi u organizmu ili oboljenja zglobova. Mleko, ali po mogućnosti kozje ili ovčije, preporučuje se samo onoj deci koja odbijaju da redovno jedu druge alternativne izvore kalcijuma, poput lisnatog povrća i koštunjavog voća. U zamenu za mleko, koristi se sojino mleko.

### Začini i ulja
Od dodataka u makrobiotici se koriste morske alge koje obezbeđuju potrebne minerale, naročito jod, kalcijum, gvožđe.Začini koji se koriste su fermentisani proizvodi od soje poput soja sosova šoju i tamari, ili miso paste koja se koristi za pripremanje miso supe. Jela se sole nerafinisanom morskom solju, kao i začinom gomašio (dobija se mlevenjem 12 delova pečenog susama i jednog dela morske soli). Povremeno se u gurmanskoj makrobiotici upotrebljavaju začinsko bilje, kari, kurkuma I drugi lekoviti začini, ali se generalno teži neutralnoj i nezačinjenoj hrani koja naglašava prirodan ukus namirnica od kojih je obrok napravljen.
Za kuvanje se koriste nerafinisana hladno ceđena ulja (susamovo, maslinovo, suncokretovo, kukuruzno). Treba izbegavati zasićene masnoće.

### Šećeri
Šećer, uključujući i žuti, u makrobiotici spada u grupu namirnica koje naročito treba izbegavati i u potpunosti izbaciti iz ishrane, zbog toga što dužim i redovnim unošenjem izaziva ozbiljne poremećaje u lučenju insulina. Za zaslađivanje jela koriste se složeniji šećeri, koji se duže i postepeno apsorbuju iz hrane u krvotok, poput ječmenog slada (malteks), pirinčanog slada, suvog i svežeg voća.

## Prednosti i kritika makrobiotičke ishrane

### Prednosti
U makrobiotičkoj ishrani preovladavaju zdrava ulja, mnogo složenih ugljenih hidrata i biljnih vlakana iz povrća i voća, pa se kao takva smatra pogodnom za prevenciju i tretman probavnih, srčanih i malignih oboljenja.

### Kritika
Makrobiotici se najčešće prebacuje da ne obezbeđuje dovoljnu količinu kalcijuma, gvožđa, vitamina B12 i proteina u ishrani, budući da se se preporučuje izbacivanje mleka i mesa. Nedostatak navedenih sastojaka u ishrani i poremećaje koje on prouzrokuje makrobiotički stručnjaci povezuju sa nepravilnim i nasumičnim sprovođenjem makrobiotičkog režima ishrane u kojem su izbačene namirnice koje su uobičajeni izvor nekog hranljivog sastojka (recimo meso i mleko kao izvor proteina), a da pritom nisu nadomešteni adekvatnim makrobiotičkim namirnicama (riba i puno raznovrsnih mahunarki i proizvoda od soje). Iz ovih razloga, svakom ko želi da proba makrobiotiku savetuje se prethodna edukacija čitanjem stručnih knjiga, posećivanjem seminara koje organizuju provereni makrobiotički instruktori, kao sastavljanje jelovnika u saradnji sa makrobiotičkim savetnikom, naročito ako je cilj makrobiotičke ishrane tretiranje nekog oboljenja ili smetnje.
Praktičari makrobiotike tvrde da se njeno delovanje zasnova na dve sile ili energije - jin i jang. Fizika trenutno poznaje samo četiri osnovne vrste sila. Slabu i jaku nuklearnu, elektromagnetnu i gravitacionu. Stoga je verovatnije da se radi o energijama. Kako bi mogli da proverimo da li zaista imaju efekat za koji se tvrdi da imaju?
Prvo je potrebno da smo sposobni da identifikujemo ove energije, demonstriramo njihovo postojanje, pokažemo neke merljive efekte njihovog prisustva i demonstriramo način na koji ih kontrolišemo. Bez ovih osnovnih tačaka, mi samo razmišljamo o ideji - da postoje takvi oblici energija. Drugo, nakon što smo demonstrirali njihovo postojanje, potrebno je da pokažemo vezu između ovih energija i određenih predvidljivih promena u ljudskom telu. Na primer, merljivu promenu stanja osobe nakon makrobiotičkog obroka. Treće, potrebno je da znamo odakle dolaze ove energije, kako se prenose, kako se skladište, i kako znamo sve te stvari. Ovo je neophodno da bi mogli da osiguramo da primetimo kada neko nešto pogreši.
Nažalost, po sve tri tačke makrobiotika ne nudi baš ništa. Nema dokaza o postojanju jin i jang energija, nema dokaza o njihovim efektima, nema predloga kako mogu biti merene ili lokalizovane. Obzirom da ove energije ne možemo izmeriti, niti pokazati njihove efekte, ne možemo ni da tvrdimo kako one postoje.

## Literatura
1. Mičio Kuši: Prirodno lečenje makrobiotikom, Nolit 1987.
2. Mičio Kuši: Makrobiotički put, Nolit 1993.
3. Mičio Kuši: Ishranom protiv raka, Rad 1987.
4. Žorž Osava: Makrobiotika ili umeće podmlađivanja i dugovečnosti, Ignoramus 1997.
5. Milenka Mina Dobić: Moj život je kao feniks, Plato 2005.
6. Vendi Esko: Makrobiotički kuvar, Nolit 1987.
7. Ivan Vukić: Temelji zdrave ishrane, autorsko izdanje 2008.
8. Jasmina i Srećko Milićević: Vodič kroz makrobiotičko kuvanje, Zrnce San, Beograd 2007

## Spoljašnje veze
- Zdravlje i radost
- Makro kutak Архивирано на веб-сајту  (13. мај 2021)
- Makrobiotičko društvo "Zrnce-san" (www.makrobiotika.org.rs)
- Institut Kuši Архивирано на веб-сајту  (11. октобар 2007)